# Stephan II. (Papst)
Stephan II. (III.) († 26. April 757) war Papst von 752 bis 757.

## Leben

### Frühes Leben
Der einem Adelsgeschlecht entstammende Stephan wurde bereits früh Waise. Er wurde im Lateran aufgezogen. Papst Zacharias ernannte ihn und seinen jüngeren Bruder Paulus, den späteren Papst Paul I., zu Diakonen. Sie waren auf der Synode von 743 anwesend und zeichneten stellvertretend für Zacharias die Akten der Synode gegen.
Nach dem Tod seines weihelosen Vorgängers Stephan (II.) Ende März 752, vier Tage nach dessen Wahl zum Papst, wurde Stephan am 26. März in S. Maria Maggiore zum neuen Papst bestimmt. Da Stephan (II.) starb, ohne die Weihen erhalten zu haben, wurde dessen gleichnamiger Nachfolger als Stephan II. in die Pontifikatslisten eingetragen. Im wissenschaftlichen Bereich wird er als Stephan II. (III.), veraltet auch Stephan III. (II.), gezählt; Analoges gilt für spätere Päpste gleichen Namens.

### Pontifikat
Stephans Pontifikat stand zunächst auf schwachen Füßen, denn Rom wurde wiederholt von den Langobarden unter König Aistulf bedroht, der kurz zuvor Ravenna erobert hatte. Stephan handelte zwar mit Aistulf einen 40-jährigen Waffenstillstand aus, doch entpuppte sich dieser als wirkungslos, da Aistulf Rom als sein Eigentum ansah und von jedem Einwohner hohe Steuern verlangte. Selbst eine Delegation unter Stephans Bruder Paul, der Aistulf aufforderte, die eroberten Gebiete aufzugeben, blieb ungehört. Als selbst ein Hilfegesuch an Konstantin V. keine Wirkung erzielte, wandte sich Stephan an den Frankenkönig Pippin und bat um ein Treffen auf fränkischem Gebiet.
Pippin entsandte zum Schutz des Papstes Chrodegang, den Bischof von Metz, sowie dessen Schwager Autchar nach Rom. Stephan brach mit dieser Delegation am 14. Oktober 753 in Rom auf. In Pavia legte der Zug eine Zwischenstation ein und Stephan bat Aistulf dort erneut und erfolglos, Roms Ländereien zurückzugeben. Am 15. November setzte der Papst seine Reise fort und überquerte am Großen St. Bernhard als erster Papst die Alpen.

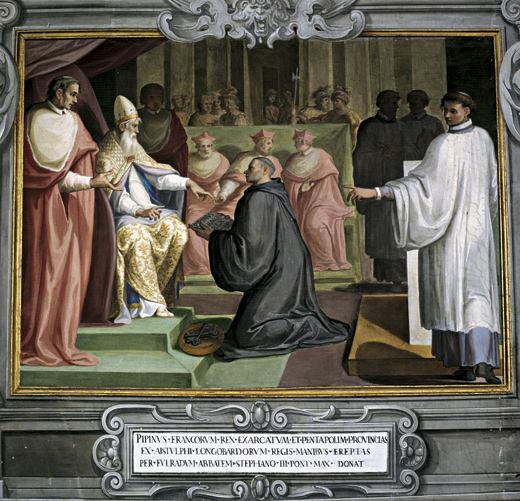
Darstellung der Pippinschen Schenkung in Quierzy

Stephan und Pippin trafen am 6. Januar 754 bei Ponthion aufeinander. Dort warf der Papst sich Pippin in Büßerkleidern zu Füßen und bat ihn, dem Volk von Rom im Kampf gegen die Langobarden beizustehen. Bis zum 14. April verhandelten Stephan und Pippin, unter anderem in Quierzy und Laon. Pippin und seine Söhne verpflichteten sich zur Sicherung Roms und einiger weiterer Gebiete und bestätigten diese als Eigentum des Heiligen Petrus. In Anlehnung an die Konstantinische Schenkung wurde der daraus folgende Vertrag Pippinsche Schenkung genannt. Mit dieser Schenkung wurde der Kirchenstaat begründet, dessen letzter Rest bis heute als Staat der Vatikanstadt fortbesteht. Die Verhandlungen hatten dabei sehr an Stephans Gesundheit gezehrt. So musste er große Teile des Frühlings 754 in der Abtei Saint-Denis bei Paris zubringen.
Als Gegenleistung salbte Stephan am 28. Juli 754 den König und seine Familie und verlieh ihm und seinen Nachkommen den Titel „patricius romanorum“. Damit war die Basis für die enge Verbindung des römischen Papsttums mit dem fränkischen Königshaus gelegt. Auf diesem Fundament wurde später das römisch-deutsche Kaiserreich errichtet. Am 25. Dezember 800 krönte Leo III. Pippins Sohn, Karl den Großen, zum römischen Kaiser.
Pippin begann nun, seine Verpflichtungen aus dem Vertrag zu erfüllen. Als, wie erwartet, diplomatische Bemühungen bei König Aistulf ungehört blieben, zog er im August 754 gegen die Langobarden zu Felde und siegte. Der erste Friede von Pavia, den Pippin mit Aistulf aushandelte, sah eine bedingungslose Herausgabe der Ländereien der Kirche an Papst Stephan vor. Für diesen Erfolg wurde der Papst bei seiner Rückkehr nach Rom wie ein Held gefeiert.
Als die Franken wieder abgezogen waren, verwüsteten Aistulfs Truppen im Januar 756 die Vorstädte Roms. Stephan bat Pippin erneut um Hilfe. In einer zweiten Schlacht schlug der Franke Aistulf erneut. Im August 756 wurde der zweite Frieden von Pavia ausgehandelt. Der folgende Vertrag wurde etwas strenger formuliert. So mussten Aistulfs Truppen zusätzlich Comacchio, südlich der Pomündung, räumen.
Nach dem erbenlosen Tod Aistulfs im Dezember 756 setzten der Papst und der fränkische König die Thronbesteigung des vormaligen Dux Desiderius von Tuscien als neuer Herrscher der Langobarden durch, was aber nur kurzfristig zu besseren Beziehungen zwischen Papst und Langobarden führte. Auf Betreiben Stephans schworen die Herzogtümer von Spoleto und Benevent, einst Verbündete der Langobarden, Pippin die Treue.
Stephan ließ zahlreiche römische Kirchen verschönern, mehrere Hospize gründen und schuf aus dem Familiensitz ein Kloster, das er dem heiligen Dionysius von Paris weihte. Unter ihm wandelte Pippin die gallikanische in die römische Liturgie um.
Stephan starb am 26. April 757. Sein Nachfolger war sein Bruder Paul I.